# Tangermündescher Kreis
Der Tangermündesche Kreis war ein kurmärkischer Kreis in der damaligen Altmark der Mark Brandenburg. Er umfasste Gebiete, die heute im Altmarkkreis Salzwedel, im Landkreis Stendal und zu einem kleinen Teil im Landkreis Börde in Sachsen-Anhalt liegen. Von 1806 bis 1813 gehörte das Gebiet zum Departement der Elbe des Königreichs Westphalen. Der Tangermündesche Kreis wurde in der Kreis- und Provinzreform im Königreich Preußen im Jahr 1816 aufgelöst und ging im Kreis Stendal auf.

## Geographie
Der Tangermündesche Kreis lag im südöstlichen Teil der Altmark. Er grenzte im Norden zum größten Teil an den Stendalischen Kreis und auf kurze Erstreckung auch an den Arneburgischen Kreis, im Osten und Süden an das Herzogtum Magdeburg und im Westen an den Salzwedelischen Kreis. Im Südteil des Kreises bildete die Elbe die Ostgrenze, im Norden griff der Kreis mit den Dörfern Fischbek und Schönhausen auch auf Gebiete östlich der Elbe über.

## Geschichte
Im Laufe des 16. Jahrhunderts bildeten sich in der Mark Brandenburg im Wesentlichen nach den Landschaften oder den Weichbildern der größeren Städte organisierte Kreise heraus, im 17. Jahrhundert auch Beritte oder auch Landreitereien genannt, denen ein Kreis- und Kriegskommissar vorstand. Ausführender Beamter war der Landreiter. Die Kreise entwickelten, zumindest in der Mittelmark, mit der Zeit eigene Verwaltungsorgane und eigene ständische Vertretungen (Corpus, pl. Corpora) aus, und hatten auch ihre eigenen Finanzen bzw. Kreiskassen. Aus dem Posten des Kreis- und Kriegskommissar entstand ab etwa dem 18. Jahrhundert das Amt des Landrats. Der Landrat verband ab dieser Zeit die ständische Selbstverwaltung mit der landesherrlich-staatlichen Verwaltung.
In der Altmark hatten sich sechs Kreise herausgebildet. Sie bildeten aber, zumindest im 17./18. Jahrhundert, in fiskalischer und landständischer Hinsicht nur einen Kreis, der nur ein Kreisdirektorium, einen ritterschaftlichen Corpus und eine Kreiskasse hatte. Die Stände trafen sich zu Kreistagen. In den Kreisen wurden für die jeweiligen Kreise Landräte bestellt. In der Regel hatten die Kreisstände das Vorschlagsrecht, der Kandidat musste vom König bestätigt werden. In der Altmark hatten um 1800 nur noch der Stendalische und der Salzwedelische Kreis ihre eigenen Landräte, für den Tangermündeschen und den Arneburgischen Kreis sowie für den Arendseeischen und den Seehausenschen Kreis wurde jeweils nur ein Landrat bestellt. Die beiden letzteren Kreise wurden erst 1735 zusammen gelegt (nach Heinrich, Historischer Atlas).
In der Altmark nahm das Landesdirektorium im Wesentlichen die Aufgaben der Kreise wahr. Das Landesdirektorium der Altmark hatte einen Landesdirektor (selten auch zwei Landesdirektoren) und schickte aus ihren Reihen einen Deputierten als Vertreter der Altmärkischen Ritterschaft zu den Landtagen der Kurmärkischen Landschaft. Hinzu kam ein Deichhauptmann, ein Kriegskommissar und Oberlandeinnehmer sowie Landeinnehmer für die Kreise, wobei wieder jeweils ein Landeinnehmer für den Tangermündeschen Kreis und den Arneburgischen Kreis sowie ein Landeinnehmer für den Arendseeischen und den Seehausenschen Kreis zuständig war. Jeder Kreis hatte einen Landreiter.
Ab ca. 1775 war die Beaufsichtigung der Deiche an das Elbdeichdirektorium der Altmark übergegangen, das der Königlich-Kurmärkischen Kriegs- und Domänenkammerdeputation in Stendal unterstand. Außerdem wurde nun ein erster und zweiter Deichhauptmann bestellt.
Die Schreibweise Tangermündescher Kreis folgt hier der Arbeit von Friedrich Wilhelm August Bratring von 1804. In der älteren Arbeit von Büsching (1775) ist der Kreis Tangermündscher Kreis genannt.
Als Folge des Friedens von Tilsit musste Preußen 1806 die Altmark und damit auch den Tangermündeschen Kreis an das Königreich Westphalen abtreten. Der Tangermündesche Kreis ging komplett im District von Stendal des Departement der Elbe auf. 1811 war Graf von der Schulenburg-Bodendorf Unterpräfekt des Distrikts Stendal. Tangermünde wurde Sitz des Kantons Tangermünde. Nach der Auflösung des Königreichs Westphalen zu Ende des Jahres 1813 wurde bis 1816 die alte Kreiseinteilung wieder hergestellt. In der großen Kreis- und Provinzreform in Preußen 1816 wurde der Tangermündesche Kreis aufgelöst und mit dem Stendalischen Kreis zum neuen Kreis Stendal vereinigt.

## Zugehörige Orte
Das folgende Verzeichnis der kreisangehörige Orte folgt Bratring (1804). Im Kreis lag als einzige Stadt Tangermünde. Die Schreibweisen sind auf die heutige Schreibweise gebracht. In Klammern ist der Status der Orte vermerkt sowie wem das Dorf gehörte.
- Algenstedt (Dorf). Domänenamt Neuendorf
- Behrenfeld, Vorwerk (bei Schönhausen auf der Ostseite der Elbe)
- Bellingen (Dorf). Adelsbesitz, Reichsgraf von der Schulenburg zu Wolfsburg, zur Vogtei Metzdorf gehörig
- Birkholz (Kolonie und Vorwerk). Adelsbesitz
- Bittkau (Dorf und Gut). Adelsbesitz
- Blätz (Dorf, ehemaliges Vorwerk und Wassermühle)(Bratring:Pleetz/Plötz!). Das Vorwerk wurde 1748 aufgelöst und mit 16 Kolonisten besetzt. Domänenamt Burgstall
- Bölsdorf (Dorf). Domänenamt Tangermünde
- Börgitz (Dorf). Domänenamt Neuendorf
- Born (Vorwerk, Krug und Unterförsterei). Domänenamt Neuendorf
- Bornstedtlust, Krug, ehemaliges Jagdschloss des Prinzen Leopold von Dessau unweit Selchau. (existiert nicht mehr) Domänenamt Neuendorf
- Briest (Dorf und Gut). Adelsbesitz
- Brunkau (zwei Vorwerke, Schäferei, Wassermühle und Forsthaus). Adelsbesitz
- Buch (Dorf). Domänenamt Tangermünde
- Buchsche Kuhställe, auf der Ostseite der Elbe, zu Buch gehörig
- Buchholz (Dorf). Universität Frankfurt/Oder
- Bindfelde (Dorf und Gut). Adelsbesitz
- Burgstall (Dorf, Domänenamtssitz, Vorwerk und Forsthaus). Domänenamt Burgstall
- Charlottenhof (Vorwerk). Adelsbesitz
- Dahlen (Dorf). Adelsbesitz
- Dahrenstedt (Dorf). Adelsbesitz
- Demker (Dorf und drei Güter). Adelsbesitz
- Döbbelin (Dorf und Gut). Adelsbesitz
- Dolle (Koloniedorf und Vorwerk). Domänenamt Burgstall
- Elversdorf (Dorf). Domänenamt Tangermünde
- Engelsforth, Forsthaus. Domänenamt Burgstall
- Fährhaus, Haus zwischen Buch und Jerichow, auf der Westseite der Elbe
- Fährkrug, Krug auf der Ostseite der Elbe, der Stadt Tangermünde gegenüber
- Fischbeck (Dorf). Adelsbesitz
- Gohre (Dorf und zwei Güter). Bürgerlicher Besitz
- Grieben (Dorf und Gut). Adelsbesitz
- Grobleben (Dorf). Domänenamt Tangermünde
- Hämerten (Dorf und drei Güter). Kämmerei in Stendal (in Erbpacht gegeben)
- Hemstedt (Dorf). Domänenamt Neuendorf
- Hottendorf (Koloniedorf). 1756 erbaut. Domänenamt Neuendorf
- Hünerdorf, Vorstadt von Tangermünde, worin sich das Amtsvorwerk befindet
- Hüselitz (Dorf). Anteil Domänenamt Neuendorf, Anteil Adelsbesitz
- Jerchel (Dorf und Gut). Adelsbesitz
- Jävenitz (Dorf und Forsthaus). Domänenamt Neuendorf
- Ost-Insel, Dorf (heute Insel). Adelsbesitz
- West-Insel, Dorf und Gut (heute Insel, Ortsteil der Stadt Stendal). Adelsbesitz
- Käthen (Dorf und zwei Güter). Adelsbesitz
- Karlbau (Dorf) (in Tangermünde aufgegangen). Domänenamt Tangermünde
- Kassiek (Dorf) (Bratring: Cassiek). Domänenamt Neuendorf
- Kenzendorfer Wassermühle, unweit Polvitz an der Milde nebst einigen Einliegern. Domänenamt Neuendorf
- Kloster Neuendorf (Domänenamtssitz und Vorwerk, lutherisches Stift mit einer Domina und sechs Konventualien). Domänenamt Neuendorf
- Klüden (Dorf) (Bratring: Clüden). Domänenamt Neuendorf (gehört zur Hälfte zur Altmark, zur Hälfte zum Herzogtum Magdeburg)
- Köckte (Gut, zwischen der Elbe und Tanger). Adelsbesitz
- Krüppelwarte, Krug, unweit Staats, nach Käthen gehörig. Adelsbesitz
- Landsberg, Vorwerk auf dem Gipfel der Kesselberge, zu Lüderitz. (existiert nicht mehr) Adelsbesitz
- Langensalzwedel (Dorf, Gut und Freihof). Adels- und bürgerliche Besitz
- Letzlingen (Dorf und Jagdschloss). Dorf und Jagdschloss wurden 1555 vom damaligen brandenburgischen Kurprinzen Johann George angelegt. Domänenamt Neuendorf
- Lotsche (Dorf). Domänenamt Neuendorf
- Lüderitz (Dorf und Gut). Adelsbesitz
- Lüffingen (Dorf). Domänenamt Neuendorf
- Mahlpfuhl (Dorf und Forsthaus). Domänenamt Burgstall
- Mahlwinkel (Dorf). Adelsbesitz
- Miltern (Dorf). Domänenamt Tangermünde
- Modderkuhl (Mahl- und Walkmühle, mit Ländereien, unweit Staats an der Ucht, heute Uchtspringe). Domänenamt Neuendorf
- Neue Mühle, Wassermühle, mit Ländereien an der Milde, unweit Kenzendorf, (?) Domänenamt Neuendorf
- Nahrstedt (Dorf und Gut). Adelsbesitz
- Neuhaus Seppin, Unterförsterei, auf der wüsten Dorfstelle Seppin, 1792 erst erbaut. (?) Domänenamt Burgstall
- Ostheeren, Dorf und Gut (heute Heeren). Anteil Domänenamt Tangermünde, Anteil Adelsbesitz
- Ottersburg (Amtsvorwerk und Schäferei). Domänenamt Neuendorf (seit 1718)
- Polvitz (Försterei und Vorwerk, unweit Kenzendorf). Adelsbesitz
- Polte, Etablissement und Vorwerk, auf einer wüsten Dorfstelle, gehören zu Bittkau, Schäferei, Ziegelei, Teerofen. Adelsbesitz
- Röxe (Dorf). Universität Frankfurt/Oder
- Roxförde (Dorf).Domänenamt Neuendorf
- Salchau (Vorwerk und Unterförsterei) (neuzeitliche Wüstung durch Truppenübungsplatz). Domänenamt Neuendorf
- Sandbeiendorf (Dorf). Domänenamt Burgstall
- Scheeren (Vorwerk). Adelsbesitz.
- Schelldorf (Dorf). Domänenamt Tangermünde
- Schernebeck (Dorf und Gut). Adelsbesitz
- Schleuß (Dorf). Universität Frankfurt/Oder
- Schnöggersberg oder Schnöggersburg (Forsthaus und Schäferei) Domänenamt Neuendorf
- Schönhausen (Dorf). Adelsbesitz
- Schönhausen vor dem Damm, zwei Vorwerke, Teerofen. Adelsbesitz
- Schönwalde (Dorf), Domänenamt Neuendorf
- Groß Schwarzlosen (Dorf und zwei Güter). Adelsbesitz
- Klein Schwarzlosen (Dorf). Adelsbesitz
- Seethen (Dorf). Domänenamt Neuendorf
- Sophienhof (Vorwerk). 1777 mit sechs Kolonisten angelegt. Adelsbesitz.
- Sorge oder auf der Sorge, Försterei, unweit Polvitz (?)
- Staats (Dorf). Domänenamt Neuendorf
- der Stapelkrug, unweit Dolle, in dem Burgstallschen Forstrevier. (heute in Dolle aufgegangen) Domänenamt Burgstall
- Stegelitz (Dorf). Anteil Domänenamt Neuendorf, Anteil Adel
- Tangermünder Fähre. Kämmerei in Tangermünde
- Theerhütte (Letzlingischer Theerofen). Domänenamt Neuendorf
- Trüstedt (Dorf). Domänenamt Neuendorf
- Uchtdorf (Dorf). Domänenamt Burgstall
- Unterförsterei, Königl. Forsthaus im Neuendorfer Forstrevier, am Wege von Gardelegen nach Stendal, 1803 angelegt. Domänenamt Neuendorf
- Väthen (Dorf). Adelsbesitz
- Vinzelberg (Dorf und Gut). Adelsbesitz
- Volgfelde (Dorf). Domänenamt Neuendorf
- Vollenschier (Gut und Schäferei). Adelsbesitz
- Wannefeld (Dorf). Domänenamt Neuendorf
- Welle (Dorf und zwei Güter). Adelsbesitz
- Weißewarthe (Kolonie, Amtsvorwerk und Försterei). Domänenamt Tangermünde
- Westheeren, Dorf (heute Heeren). Domänenamt Tangermünde
- Windberge (Dorf und Gut). Adelsbesitz
- Wittenmoor (Dorf und Gut). Bürgerlicher Besitz
- Wünschburg, Unterförsterei, Domänenamt Burgstall
- Zienau (Dorf). Domänenamt Neuendorf

Im Kreis lagen die Amtssitze der Ämter Burgstall, Neuendorf und Tangermünde. Allerdings lag das Amtsgebiet des Amtes Tangermünde zum größeren Teil im Arneburgischen Kreis, kleinere Teile auch noch im Seehausenschen Kreis. In der Kreis- und Provinzreform von 1816 wurde der Tangermündesche Kreis mit dem Stendalischen Kreis zum neuen Kreis Stendal vereinigt. Die Altmark kam nicht zur neuen Provinz Brandenburg, sondern zur Provinz Sachsen.

## Landräte und Landreiter
- 1608 Hans Nolden, Landreiter[5]
- 1735 Hans Wilhelm Friedrich von Lattorf, zum Landrat des Tangermündeschen und Arneburgischen Kreises ernannt, war vorher Landrat des Arendseeischen Kreis[6]
- 1752 Hans Wilhelm Friedrich von Lattorf, Landrat des Tangermündeschen und Arneburgischen Kreises, Joachim Jänicke, Landreiter[7]
- 1756 Hans Wilhelm Friedrich von Lattorf, Landrat des Tangermündeschen und Arneburgischen Kreises, Joachim Jänicke, Landreiter[8]
- 1767 Hans Wilhelm Friedrich von Lattorf, Landesdirektor, Landrat des Tangermündeschen und Arneburgischen Kreises, Joachim Jänicke[9]
- 1770 Carl Ludolph von Börstel, Landrat des Tangermündeschen und Arneburgischen Kreises, Joachim Jänicke, Landreiter[10]
- 1775 bis 1782 (†) Carl Ludolph von Börstel, Landrat des Tangermündeschen und Arneburgischen Kreises, NN Eckard, Landreiter[1]
- Anfang 1782 bis 1784 C. W. von Gayl, Landrat, 29. Oktober 1782 förmliche Bestallung, (wurde 1784 Kammerdirektor)[11]
- Anfang 1784–87 Achaz Christoph von Bismarck, Landrat[12]
- 30. Oktober 1787 bis 1795 Karl von Ingersleben (1753–1831), Landrat[13]
- Oktober 1795 bis 1804 Heinrich Ludwig Christian von Bornstedt auf Vollenschier, Landrat des Tangermündeschen und Arneburgischen Kreises[14][15][16]